# Relic Entertainment
Relic Entertainment es una empresa desarrolladora de videojuegos canadiense que se especializa en juegos de estrategia en tiempo real 3D. Relic se especiliza en RTS con combates intensos.

## Historia
Relic fue creada en Vancouver, Columbia Británica, Canadá por Alex Garden y Luke Moloney en 1997. Su primer título, Homeworld, fue lanzado el 28 de septiembre de 1999 donde fue aclamado por la crítica y tuvo buenas ventas. A pesar de que no siguieron trabajando en la franquicia (Sierra Entertainment, el distribuidor del juego), el juego tuvo un relanzamiento, Homeworld: Cataclysm, desarrollado por Barking Dog Studios y publicado por Sierra.
Su siguiente título fue Impossible Creatures, publicado por Microsoft el 7 de enero de 2003. Se enfocó en un ambiente ficticio durante la década de los 30, permitiendo a los jugadores diseñar unidades de diferentes partes de animales. El juego tuvo éxito, pero no recibió la misma atención que Homeworld.
Homeworld 2 fue publicado el 16 de septiembre de 2003. Aunque tenía gráficos mejores y se cambiaron elementos de juego del original, se criticaron varios problemas y no fue recibido como su predecesor.
El 27 de abril de 2004, THQ anunció la adquisición de Relic por cerca de $10 millones de dólares, en una transacción completada en mayo de 2004.
Relic luego lanzó Warhammer 40,000: Dawn of War el 20 de septiembre de 2004, un juego RTS basado en la popular franquicia Warhammer 40,000 de  Games Workshop. El juego fue un éxito, destacando el innovador sistema de gestión de recursos y la interfaz basada en escuadrones. Para febrero de 2009, el juego (y sus expansiones) han vendido más de 4 millones de unidades, convirtiéndolo en uno de los juegos de PC más populares.
El primer juego para consolas de Relic fue The Outfit, publicado el 13 de marzo de 2006 para Xbox 360. Sin embargo, no fue muy exitoso y fue criticado por la débil campaña de un solo jugador.
Company of Heroes, un juego de estrategia en tiempo real ambientado en la Segunda Guerra Mundial, fue lanzado el 12 de septiembre de 2006. Usa como base Essence Engine. El motor de juego, que fue diseñado por Relic, incluyó gráficos de siguiente generación, como HDR y luces dinámicas, así como el motor de físicas Havok. El juego fue muy exitoso y recibió varios premios de revistas de videojuegos y sitios web.
El 9 de octubre de 2006 Warhammer 40,000: Dawn of War: Dark Crusade fue publicado, siendo este otra expansión para Dawn of War. El 25 de septiembre de 2007 se lanzó Company of Heroes: Opposing Fronts. Introdujo dos nuevos ejércitos jugables: el segundo ejército británico y el Panzer Elite Alemán.
Hubo una especulación apoyada por varias fuentes que Relic ha re-adquirido los derechos de la franquicia "Homeworld" de Vivendi.Finalmente, seguido por un descubrimiento de un documento por un fanático en el sistema de formularios electrónicos de la Oficina de Patentes y Marcas de Estados Unidos, THQ confirmó que Relic de hecho posee nuevamente los derechos de marca registrada, para continuar con el desarrollo de la serie bajo el mando de THQ en lo posible.Sin embargo, comentarios sobre futuras entregas no han sido entregados.
Relic lanzó una secuela de Dawn of War, Warhammer 40,000: Dawn of War II el 18 de febrero de 2009. Company of Heroes: Tales of Valor, la segunda expansión de Company of Heroes fue lanzada el 9 de abril de 2009. Esta expansión introdujo nuevas campañas, unidades, armas y nuevos tipos de juego.
El 25 de enero de 2012, el estudio Relic Entertainment fue vendido a la compañía SEGA debido a la declarada bancarrota de la anterior dueña: Toy Headquarters (THQ).

## Historial de lanzamientos
| Título                                          | Año  | Plataforma                       | Metacritic | Notas                                                                             |
| ----------------------------------------------- | ---- | -------------------------------- | ---------- | --------------------------------------------------------------------------------- |
| Homeworld                                       | 1999 | Windows, Linux, Mac OS X         | 93%        |                                                                                   |
| Impossible Creatures                            | 2002 | Windows                          | 72%        |                                                                                   |
| Homeworld 2                                     | 2003 | Windows, Mac OS X                | 83%        |                                                                                   |
| Warhammer 40.000: Dawn of War                   | 2004 | Windows                          | 86%        |                                                                                   |
| Warhammer 40,000: Dawn of War: Winter Assault   | 2005 | Windows                          | 85%        |                                                                                   |
| The Outfit                                      | 2006 | Xbox 360                         | 70%        |                                                                                   |
| Company of Heroes                               | 2006 | Windows                          | 93%        |                                                                                   |
| Warhammer 40,000: Dawn of War: Dark Crusade     | 2006 | Windows                          | 87%        |                                                                                   |
| Company of Heroes: Opposing Fronts              | 2007 | Windows                          | 87%        |                                                                                   |
| Warhammer 40,000: Dawn of War: Soulstorm        | 2008 | Windows                          | 73%        | (Desarrollado por Iron Lore Entertainment)                                        |
| Warhammer 40,000: Dawn of War II                | 2009 | Windows                          | 85%        |                                                                                   |
| Company of Heroes: Tales of Valor               | 2009 | Windows                          | 70%        |                                                                                   |
| Company of Heroes Online                        | 2010 | Windows                          |            | Versiones Chino y Coreano desarrollado por Shanda. Cerrado el 31 de marzo de 2011 |
| Warhammer 40,000: Dawn of War II – Chaos Rising | 2010 | Windows                          | 85%        |                                                                                   |
| Warhammer 40,000: Dawn of War II – Retribution  | 2011 | Windows                          | 80%        |                                                                                   |
| Warhammer 40,000: Marines Espaciales            | 2011 | Windows, PlayStation 3, Xbox 360 | 74%        |                                                                                   |
| Warhammer 40.000: Dawn of War 3                 | 2017 | Windows                          | 77%        |                                                                                   |
| Age of Empires IV                               | 2021 | Windows                          | 82%        |                                                                                   |

## Premios
- Best Developer, IGN.com Best of 2006 Awards[25]